# Рада глав держав СНД
Рада глав держав СНД (рос. Совет глав государств СНГ) — вищий орган Співдружності Незалежних Держав, в який входять всі глави держав — учасниць СНД. Займається принциповими питаннями, змінами статуту СНД, зміною структури органів СНД. Чергові засідання ради проводяться щорічно. Рішення ради приймаються тільки за загальної згоди, але в учасників ради є право утриматися від обговорення рішення. Створено в останні дні 1991. Фактично замінив Державну Раду СРСР, створену після серпневого путчу.